# Meningite de Mollaret
Meningite de Mollaret é uma inflamação recorrente ou crónica das membranas que revestem o cérebro e a medula espinal, denominadas coletivamente meninges. Uma vez que a meningite de Mollaret é uma forma recorrente e benigna (não cancerosa) de meningite asséptica, atualmente é denominada meningite recorrente benigna. A condição é assim denominada em homenagem a Pierre Mollaret, neurologista francês que a descreveu pela primeira vez em 1944.
A doença é rara e caracterizada por episódios crónicos e recorrentes de dor de cabeça, rigidez da nuca, meningismo e febre. O líquido cefalorraquidiano (LCR) apresenta pleocitose com grandes células endoteliais, granulócitos neutrófilos e linfócitos. Os ataques manifestam-se com intervalos sem sintomas que duram semanas a anos e os sintomas resolvem-se de forma espontânea. Muitas pessoas apresentam efeitos secundários entre os ataques, incluindo dores de cabeça crónicas e diárias e efeitos secundários da própria meningite, como perda auditiva e perda visual, dores nos nervos e tremores. Os sintomas podem ser ligeiros ou graves. Embora o herpes simples e a varicela possam causar eritema, as pessoas com Mollaret podem ou não apresentar eritema. O vírus da herpes simples é provavelmente a causa mais comum de meningite de Mollaret.